# 늦봄문익환학교
늦봄문익환학교는 전라남도 강진군에 위치한 사립 대안학교이다. 한국의 종교인, 통일운동가, 민주화운동가, 신학자, 시인인 늦봄 문익환 목사의 뜻을 교육 철학으로 삼아 개교하였다.

## 개요
2005년에 만들어진 재단법인 '늦봄평화교육사업회'에서 설립한 학교로 2006년 3월에 개교했다. 한국의 민주화운동과 통일운동을 이끌었던 늦봄 문익환 목사의 뜻을 교육 철학으로 삼는다. 전 학년 커리큘럼에서 진리·자유·해방의 영성, 고난 받는 이웃들을 향한 지극한 사랑과 섬김, 민족 통일과 평화를 위한 열정과 실천, 순수한 열정과 감성에 바탕한 자아실현의 자세를 강조한다. 

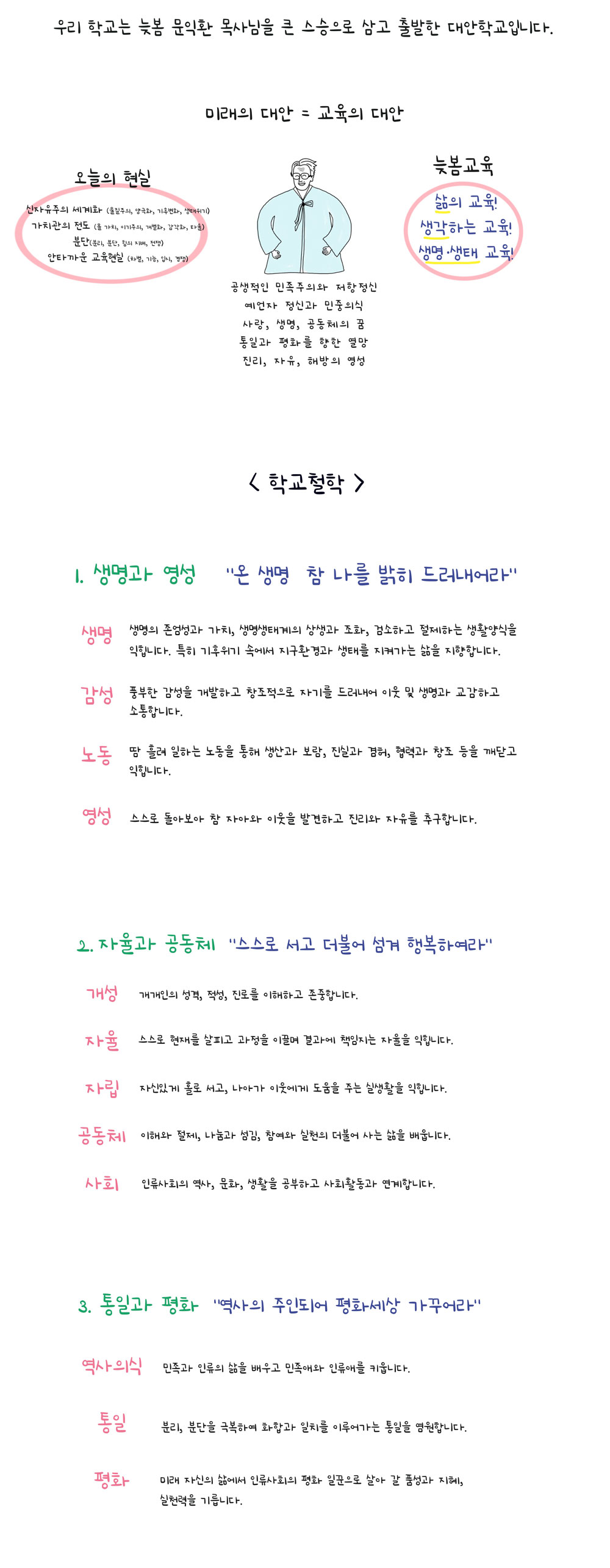
늦봄학교 철학(홈페이지 참조)

## 학교 연혁
- 2006년 3월 : 1기 입학식(개교)
- 2007년 3월 : 2기 입학식
- 2008년 3월 : 3기 입학식
- 2016년 3월 : 우뚝솟은 11기 입학식
- 2017년 3월 : 12기 입학식
- 2018년 2월 : 13기입학식
- 2019년 2월 : 멋쟁이 14기입학식
- 2020년 2월 : 레전드 15기 입학식
- 2021년 3월: 10기 졸업식, 16기 입학식